# Arenaria nevadensis
Arenaria nevadensis Boiss. & Reut. – gatunek rośliny z rodziny goździkowatych (Caryophyllaceae Juss.). Występuje endemicznie w paśmie górskim Sierra Nevada w Hiszpanii. 

## Morfologia
PokrójRoślina osiąga do 9 cm wysokości.
LiściePrawie owalne, owalne lub lancetowate. Mają 3–9 mm długości oraz 2–4 mm szerokości. Nasada liścia zbiega po ogonku lub ma kształt ucięty. Wierzchołek jest ostry lub stępiony.
KwiatyZebrane w kwiatostany. Kwiaty mają 5 działek kielicha, podłużnie lancetowatych, o długości 4–6 mm. Korona kwiatu składa się z 5 owalnych, białych, płatków. Mają one po 3–4 mm długości.
OwoceJajowate torebki o długości 3–4 mm.

## Biologia i ekologia
Roślina jednoroczna. Występuje na skalistym podłożu na wysokości 2960–3000 m n.p.m. Czerpie wodę głównie z topniejącego śniegu. Rozwój rośliny przypada na lato, a sezon wegetacyjny trwa mniej niż 30 dni. Roślina zapylana jest przez owady (głównie błonkoskrzydłe i muchówki). Kwitnie w lipcu i sierpniu (z maksimum przypadającym na początek sierpnia).
Siedlisko zazwyczaj dzieli z takimi gatunkami jak: Linaria glacialis, Viola crassiuscula, Galium rosellum, Hormathophylla spinosa, Festuca clementei, Arenaria tetraquetra ssp. amabilis, Jasione crispa ssp. amethystina, Saxifraga nevadensis, Coincya monensis ssp. nevadensis, Crepis oporinoides oraz Holcus caespitosus.
Rozsiewanie nasion jest pasywne i często zostają uwięzione pomiędzy kamieniami w sąsiedztwie rośliny macierzystej. Nie rozmnażają się wegetatywnie. Wszystkie osobniki wydają owoce pod koniec okresu wzrostu. Każdy kwiat produkuje dziesięć nasion, z których 40–60% jest zapłodnionych. Szacuje się, że 69% kwiatów może produkować żywotne nasiona.

## Ochrona
W Czerwonej księdze gatunków zagrożonych został zaliczony do kategorii CR – gatunków krytycznie zagrożonych wyginięciem. Został sklasyfikowany w tej grupie, ponieważ jego zasięg występowania nie przekracza 2 km². Ponadto ma bardzo rzadkie i specyficzne środowisko. Jego populacja spada z powodu zwierząt i zmian klimatu. Znany jest tylko z jednej subpopulacji, która ulega skrajnym wahaniom i zajmuje rzeczywistą powierzchnię mniejszą niż 1 km², która podczas ostatniej inwentaryzacji liczyła 2533 okazy. Ze względu na to, że jest to roślina jednoroczna, istnieją znaczne wahania wielkości populacji w poszczególnych latach.